# WTA Kopenhagen
Das WTA Kopenhagen (offiziell: e-Boks Sony Ericsson Open) war ein Tennisturnier der WTA Tour, das in der Farum Arena in Farum, einem Vorort der dänischen Hauptstadt Kopenhagen, ausgetragen wurde.
Das Turnier hatte vom 2. bis 8. August 2010 Premiere. In der Saison 2013 wurde es im Tourkalender durch das WTA-Turnier in Katowice ersetzt.

## Siegerliste

### Einzel
| Jahr                         | Siegerin           | Finalgegnerin      | Ergebnis  |
| ---------------------------- | ------------------ | ------------------ | --------- |
| ↓ Kategorie: International ↓ |                    |                    |           |
| 2010                         | Caroline Wozniacki | Klára Zakopalová   | 6:2, 7:65 |
| 2011                         | Caroline Wozniacki | Lucie Šafářová     | 6:1, 6:4  |
| 2012                         | Angelique Kerber   | Caroline Wozniacki | 6:4, 6:4  |

### Doppel
| Jahr                         | Siegerinnen                      | Finalgegnerinnen                       | Ergebnis         |
| ---------------------------- | -------------------------------- | -------------------------------------- | ---------------- |
| ↓ Kategorie: International ↓ |                                  |                                        |                  |
| 2010                         | Julia Görges Anna-Lena Grönefeld | Witalija Djatschenko Tazzjana Putschak | 6:4, 6:4         |
| 2011                         | Jasmin Wöhr Johanna Larsson      | Katarzyna Piter Kristina Mladenovic    | 6:3, 6:3         |
| 2012                         | Kimiko Date-Krumm Rika Fujiwara  | Sofia Arvidsson Kaia Kanepi            | 6:2, 4:6, [10:5] |